# Klajita
La klajita és un mineral de la classe dels fosfats que pertany al grup de l'ondrušita. Va ser anomenada en honor de Sándor Klaj, un miner i col·leccionista de minerals hongarès.

## Característiques
La klajita és un fosfat de fórmula química MnCu₄(AsO₄)₂(AsO₃OH)₂(H₂O)₁₀. Cristal·litza en el sistema triclínic. La seva duresa a l'escala de Mohs és de 2 a 3.
Segons la classificació de Nickel-Strunz, la klajita pertany a «08.CE: Fosfats sense anions addicionals, amb H₂O, només amb cations de mida mitjana, RO₄:H₂O sobre 1:2,5», juntament amb els següents minerals: chudobaïta, geigerita, newberyita, brassita, fosforrösslerita, rösslerita, metaswitzerita, switzerita, lindackerita, veselovskýita, ondrušita, pradetita, bobierrita, annabergita, arupita, barićita, eritrita, ferrisimplesita, hörnesita, köttigita, manganohörnesita, parasimplesita, vivianita, pakhomovskyita, simplesita, cattiïta, koninckita, kaňkita, steigerita, metaschoderita, schoderita, malhmoodita, zigrasita, santabarbaraïta i metaköttigita.

## Jaciments
La klajita va ser descoberta en l'accés a la mina RM-48 (Lejtakna), a Recsk (Muntanyes Mátra, Heves, Hongria). També ha estat descrita en un indret de la Txèquia.